# Minor Swing
Minor Swing ist eine Komposition von Django Reinhardt und Stéphane Grappelli, die dem Gypsy-Jazz zugerechnet wird. Das Stück wurde 1937 vom Quintette du Hot Club de France aufgenommen und als Single veröffentlicht. Während Reinhardts Karriere wurde es noch weitere fünf Mal von ihm aufgenommen und ist seine bekannteste Komposition.

## Aufbau
Das Stück in a-Moll lässt nur in der kurzen Einleitung und in der Coda eine Melodie erkennen und besteht ansonsten aus einer mehrfach wiederholten Akkordfolge, über die die Solisten improvisieren.

## Aufnahmen
Charles Delaunays Biografie Django Reinhardts führt die folgenden Aufnahmen des Stücks auf:
- Paris, 25. November 1937: Django Reinhardt, Gitarre; Stéphane Grappelli, Violine; Joseph Reinhardt und Eugène Vées, Rhythmusgitarren; Louis Vola, Kontrabass
- Paris, März 1947: Django Reinhardt, Gitarre; Eddie Bernard, Klavier (Rundfunkaufnahme als „No Name Blues“)
- Paris, 29. August 1947: Django Reinhardt, Gitarre; Maurice Meunier, Klarinette; Eugène Vées, Rhythmusgitarre; Emmanuel Soudieux, Kontrabass; André Jourdan, Schlagzeug
- Brüssel, Dezember 1948: Django Reinhardt, Gitarre; Hubert Rostaing, Klarinette; Henri „Lousson“ Baumgartner, Rhythmusgitarre; Louis Vola, Kontrabass; Arthur Motta, Schlagzeug
- Rom, Januar/Februar 1949: Django Reinhardt, Gitarre; Stéphane Grappelli, Violine; Gianni Safred, Klavier; Carlo Pecori, Kontrabass; Aurelio de Carolis, Schlagzeug
- Rom, April–Mai 1950: Django Reinhardt, Gitarre; André Ekyan, Klarinette; Raph Schecroun, Klavier; Alf Masselier, Kontrabass; Roger Paraboschi, Schlagzeug